# Alfonso Manrique de Lara y Solís
Alfonso Manrique de Lara y Solís (ur. między 1471 a 1476 w Segura de León, zm. 28 września 1538 w Sewilli) – hiszpański kardynał.

## Życiorys
Urodził się między 1471 a 1476 w Segura de León, jako syn Rodriga Manrique i Elviry Castañedy. Studiował na Uniwersytecie w Salamance, gdzie uzyskał doktorat, a następnie został archidiakonem w Toro i kanonikiem kapituły w Salamance. 6 września 1499 roku został wybrany biskupem Badajozu. Po śmierci Izabeli Kastylijskiej, Manrique stanął po stronie Filipa I i jego syna Karola V, przeciwko Ferdynandowi Aragońskiemu. Z tego powodu król uwięził biskupa i został on uwolniony dopiero po podpisaniu porozumienia przez Ferdynanda i Maksymiliana I. W 1516 roku został przeniesiony do diecezji Kordoba, a siedem lat później został arcybiskupem Sewilli. Był członkiem hiszpańskiej Rady Królewskiej i inkwizytorem generalnym. 22 lutego 1531 roku został kreowany kardynałem prezbiterem i otrzymał kościół tytularny San Callisto. Zmarł 28 września 1538 roku w Sewilli.